# NGC 4998
NGC 4998 је спирална галаксија у сазвежђу Ловачки пси која се налази на NGC листи објеката дубоког неба.
Деклинација објекта је + 50° 39' 52" а ректасцензија 13h 8m 10,3s. Привидна величина (магнитуда) објекта NGC 4998 износи 14,5 а фотографска магнитуда 15,2. NGC 4998 је још познат и под ознакама MCG 9-22-17, CGCG 271-15, IRAS 13062+5054, PGC 45537.